# Husztköz
Husztköz (ukránul: Нанково) falu Ukrajnában, Kárpátalján, a Huszti járásban.

## Fekvése
Huszttól északkeletre fekvő település.

## Nevének eredete
Husztköz neve magyar eredetű, a település a Huszt (más néven Husztica~Husztec) patak és a Nagy-ág közti területen, a patak egyik kanyarulatában jött létre, innen ered az elnevezése. Nevének második tagja a köz, folyóköz, vízköz főnévből ered. Husztköz névadói magyarok voltak, magyar lakossága azonban a 18. századra elruszinosodott. Ukrán és rutén elnevezése pedig személynévi eredetű. Rutén elnevezését pedig egy nán nevű; egykori ottani lakosról származtatják” (Pesty Frigyes).

## Története
Husztköz nevét 1391-ben említette először oklevél Huzkaz néven. Későbbi névváltozatai: 1409-ben Huzthkwz, Hwzthkez (Zsigmokl. 2/2: 7202), 1462-ben Huzthkez, 1550-ben Hwzthkewz (károlyiokl. 3: 257), 1610-ben Huzthköz, 1725-ben Husztkőz (revizki), 1773-ban Husztkőz, Nankova, 1808-ban Husztköz (lipszky: rep. 257), 1828-ban Husztköz, Nankowo, 1838-ban Husztköz (Schem. 60), 1851-ben Husztköz, Nánkova (Fényes Elek 2: 126), 1877-ben Husztköz, Nánkoro, 1913-ban Husztköz (hnt.), 1925-ben Nankovo, 1930-ban Nankovo, 1944-ben Husztköz, Нанковo, 1983-ban Нанкове, Нанковo, 1995-ben Нанковo.
1771 körül Máramaros vármegyéhez tartozott. Görög k. parókiája ekkor a munkácsi egyházmegye huszti esperességéhez tartozott. Fatemplomát Szent Paraszkiva tiszteletére szentelték fel, anyakönyveit 1767-től vezetik. 1880-ban lakossága és anyanyelve rutén volt.
1940-ben 1782 lakosából 3 római katolikus, 47 görögkatolikus, 1673 görög keleti, 2 református, 57 izraelita volt.

## Nevezetességek
- Fatemploma - Szent Paraszkiva tiszteletére szentelték fel.